# Caurimare pustulosa
Caurimare pustulosa is een hooiwagen uit de familie Cosmetidae.